# Női 4 × 100 méteres vegyes váltó az 1958-as úszó-Európa-bajnokságon
Az 1958-as úszó-Európa-bajnokságon a női 4 × 100 méteres vegyes váltó selejtezőit szeptember 4-én, a döntőt szeptember 5-én rendezték. A versenyszámban 9 csapat indult el.
A győztes Hollandia lett világrekorddal. A magyar váltó a hatodik helyen végzett.

## Rekordok
|            | Név                                                        | Nemzet             | Idő    | Helyszín | Dátum             |
| ---------- | ---------------------------------------------------------- | ------------------ | ------ | -------- | ----------------- |
| Világcsúcs | Judy Grinham Anita Lonsbrough Chris Gosden Diana Wilkinson | Egyesült Királyság | 4:54,0 | Cardiff  | 1958. július 25.. |

A versenyen új rekord született:
| Európa-bajnoki csúcs | selejtező | Hollandia · Lenie de Nijs · Ada den Haan · Atie Voorbij · Cornelia Gastelaars | 4:58,0 | Budapest, Magyarország | szeptember 4. |
| világcsúcs           | döntő     | Hollandia · Lenie de Nijs · Ada den Haan · Atie Voorbij · Cornelia Gastelaars | 4:52,9 | Budapest, Magyarország | szeptember 5. |

## Eredmények
A rövidítések jelentése a következő:
| - Q: továbbjutás időeredmény alapján - ECR: Európa-bajnoki rekord | - WR: világ rekord - ER: Európa-rekord |

### Selejtezők
| Helyezés | Futam | Név                                                                                               | Nemzet             | Idő    | Megj.  |
| -------- | ----- | ------------------------------------------------------------------------------------------------- | ------------------ | ------ | ------ |
| 1.       | 1     | Lenie de Nijs (1:15,2) Ada den Haan (1:23,0) Atie Voorbij (1:15,8) Cornelia Gastelaars (1:04,0)   | Hollandia          | 4:58,0 | Q, ECR |
| 2.       | 2     | Anneliese Schneider (1:16,4) Karin Beyer (1:20,6) Renate Wrann (1:16,0) Christel Steffin (1:06,4) | NDK                | 4:59,4 | Q      |
| 3.       | 2     | Judy Grinham (1:13,9) Anita Lonsbrough (1:25,0) Chris Gosden (1:15,7) Diana Wilkinson (1:05,9)    | Egyesült Királyság | 5:00,5 | Q      |
| 4.       | 1     | Larisza Viktorova (1:15,8) Eve Maurer (1:23,9) Valentyina Poznyjak (1:16,3) A Tippel (1:09,1)     | Szovjetunió        | 5:05,1 | Q      |
| 5.       | 1     | Helga Schmidt (1:16,8) Wiltrud Urselmann (1:22,1) Ursula Winkler (1:21,4) Ingrid Künzel (1:08,7)  | NSZK               | 5:09,0 | Q      |
| 6.       | 2     | Takács Katalin (1:16,2) Kárpáti Vera (1:28,2) Littomeritzky Mária (1:18,5) Frank Mária (1:09,8)   | Magyarország       | 5:12,7 | Q      |
| 7.       | 2     | Rosy Piacentini (1:15,7) Michele Pialat (1:26,6) Annie Caron (1:24,2) Héda Frost (1:08,0)         | Franciaország      | 5:14,5 | Q      |
| 8.       | 1     | Eva Sperlová (1:20,5) Marcela Jelínková (1:27,3) Marta Skupilová Růžena Marková                   | Csehszlovákia      | 5:16,4 | Q      |
| 9.       | 1     | Arlette Faidiga (1:21,1) Elena Zennaro (1:28,7) Paola Saini (1:22,8) Alessandra Valle (1:11,6)    | Olaszország        | 5:24,2 |        |

### Döntő
| Helyezés | Pálya | Név                                                                                                | Nemzet             | Idő    | Megj. |
| -------- | ----- | -------------------------------------------------------------------------------------------------- | ------------------ | ------ | ----- |
|          | 4     | Lenie de Nijs (1:15,5) Ada den Haan (1:21,3) Atie Voorbij (1:12,8) Cornelia Gastelaars (1:13,3)    | Hollandia          | 4:52,9 | WR    |
|          | 6     | Larisza Viktorova (1:14,3) Eve Maurer (1:22,1) Galina Kamajeva (1:13,0) Ulvi Voog (1:04,8)         | Szovjetunió        | 4:54,2 |       |
|          | 3     | Judy Grinham (1:12,0) Anita Lonsbrough (1:23,4) Chris Gosden (1:13,2) Diana Wilkinson (1:05,7)     | Egyesült Királyság | 4:54,3 |       |
| 4.       | 5     | Anneliese Schneider (1:16,6) Karin Beyer (1:19,2) Jutta Langenau(1:15,2) Christel Steffin (1:05,7) | NDK                | 4:56,7 |       |
| 5.       | 2     | Helga Schmidt (1:16,2) Wiltrud Urselmann (1:21,4) Hertha Haase (1:19,4) Ursula Winkler (1:07,0)    | NSZK               | 5:04,0 |       |
| 6.       | 7     | Takács Katalin (1:16,1) Kárpáti Vera (1:28,3) Littomeritzky Mária (1:18,0) Frank Mária (1:07,7)    | Magyarország       | 5:10,1 |       |
| 7.       | 8     | Eva Sperlová (1:18,0) Marcela Jelínková (1:26,5) Marta Skupilová (1:14,8) Růžena Marková (1:12,3)  | Szovjetunió        | 5:11,6 |       |
| 8.       | 1     | Rosy Piacentini (1:15,1) Michele Pialat (1:25,5) Ginette Sendral (1:23,4) Héda Frost (1:09,1)      | Franciaország      | 5:13,1 |       |